# The Arcane Odyssey
Albums de Sear Bliss
Glory and Perdition
(2004) Eternal Recurrence
(2012)
The Arcane Odyssey est le sixième album studio du groupe de black metal symphonique hongrois Sear Bliss. L'album est sorti le 24 septembre 2007 sous le label Candlelight Records.

## Musiciens
- Nagy András – chant, basse
- Neubrandt István – guitare
- Kovács Péter – guitare
- Schönberger Zoltán – batterie
- Pál Zoltán – trombone

## Liste des morceaux
1. Blood on the Milky Way – 8:06
2. A Deathly Illusion – 6:19
3. Lost and Not Found – 5:18
4. Thorns of Deception – 4:01
5. The Venomous Grace – 4:44
6. Omen of Doom – 5:35
7. Somewhere – 9:16
8. Path to the Motherland – 4:18